# 春のおとずれ
「春のおとずれ」（はるのおとずれ）は、小柳ルミ子の7枚目のシングル。1973年2月25日にワーナー・パイオニアから発売された。

## 収録曲
1. 春のおとずれ
作詞：山上路夫／作曲：森田公一／編曲：森岡賢一郎
2. わたしの春一番
作詞：安井かずみ／作曲：平尾昌晃／編曲：森岡賢一郎